# Kris Russell
Kris Russell (* 2. Mai 1987 in Caroline, Alberta) ist ein ehemaliger kanadischer Eishockeyspieler, der im Verlauf seiner aktiven Karriere zwischen 2003 und 2022 unter anderem 966 Spiele für die Columbus Blue Jackets, St. Louis Blues, Calgary Flames, Dallas Stars und Edmonton Oilers in der National Hockey League (NHL) auf der Position des Verteidigers bestritten hat. Sein Zwillingsbruder Ryan Russell war ebenfalls professioneller Eishockeyspieler.

## Karriere

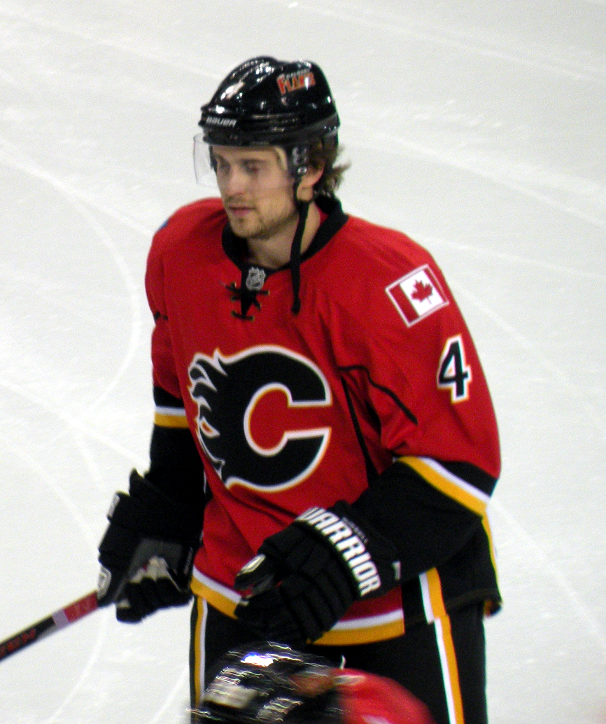
Russell im Trikot der Calgary Flames (2013)

Russel begann seine Profikarriere bei den Medicine Hat Tigers in der kanadischen Juniorenliga Western Hockey League (WHL), bevor er beim NHL Entry Draft 2005 als 67. in der dritten Runde von den Columbus Blue Jackets aus der National Hockey League (NHL) ausgewählt (gedraftet) wurde. Als einer der erfolgreichsten Spieler der Canadian Hockey League setzte das Franchise aus Columbus den 1,78 m großen Verteidiger bereits im Verlauf der Saison 2007/08 regelmäßig in der NHL ein. Zu Beginn der Spielzeit 2008/09 wurde Russell zum Farmteam Syracuse Crunch in die American Hockey League (AHL) geschickt. Im November 2011 tauschte ihn das Management der Jackets gegen Nikita Nikitin von den St. Louis Blues. Im Juli 2013 wurde er im Austausch für ein Fünftrunden-Wahlrecht im NHL Entry Draft 2014 zu den Calgary Flames transferiert.
Im Februar 2016 wurde Russell an die Dallas Stars abgegeben, wobei die Calgary Flames im Gegenzug Jyrki Jokipakka, Brett Pollock sowie ein erfolgsabhängiges Zweitrunden-Wahlrecht für den NHL Entry Draft 2016 erhielten. Aus dem Zweitrunden-Wahlrecht sollte dabei eines für die erste Draftrunde gleichen Jahres werden, falls Dallas in den Playoffs das Finale der Western Conference erreicht und Russell dabei mindestens die Hälfte der Spiele absolviert. Dies geschah in der Folge nicht, da Dallas in der zweiten Runde an den St. Louis Blues scheiterte.
Nachdem die Stars den auslaufenden Vertrag des Verteidigers in der Folge nicht verlängerten, sicherten sich die Edmonton Oilers wenige Tage vor dem Start des Spieljahres 2016/17 die Dienste des Kanadiers. Nach einer Saison unterzeichnete Russell einen neuen Vierjahresvertrag in Edmonton, der ihm ein durchschnittliches Jahresgehalt von vier Millionen US-Dollar einbringen soll. Dieser wurde nach Ablauf noch einmal um eine Spielzeit verlängert, bevor er das Team im Sommer 2022 verließ und danach nicht mehr im professionellen Eishockey in Erscheinung trat.

### International
Mit der kanadischen U20-Nationalmannschaft wurde Kris Russell 2006 und 2007 U20-Weltmeister, in insgesamt zwölf Junioren-WM-Spielen erzielte der Abwehrspieler fünf Tore und fünf Assists. Russell wurde in den kanadischen Kader für die Weltmeisterschaft 2010 in Deutschland berufen. Im Turnierverlauf kam er in sieben Begegnungen zum Einsatz und erzielte vier Punkte, die Kanadier scheiterten im Viertelfinale an Russland.

## Erfolge und Auszeichnungen
| - 2004 President’s-Cup-Gewinn mit den Medicine Hat Tigers - 2005 Brad Hornung Trophy - 2005 WHL East Second All-Star Team - 2006 CHL Sportsman of the Year - 2006 Bill Hunter Memorial Trophy - 2006 Brad Hornung Trophy - 2006 WHL East First All-Star Team | - 2006 CHL Second All-Star Team - 2007 CHL Defenceman of the Year - 2007 Bill Hunter Memorial Trophy - 2007 Four Broncos Memorial Trophy - 2007 President’s-Cup-Gewinn mit den Medicine Hat Tigers - 2007 WHL East First All-Star Team - 2007 CHL First All-Star Team |

### International
- 2004 Silbermedaille bei der World U-17 Hockey Challenge
- 2006 Goldmedaille bei der U20-Junioren-Weltmeisterschaft
- 2007 Goldmedaille bei der U20-Junioren-Weltmeisterschaft

## Karrierestatistik

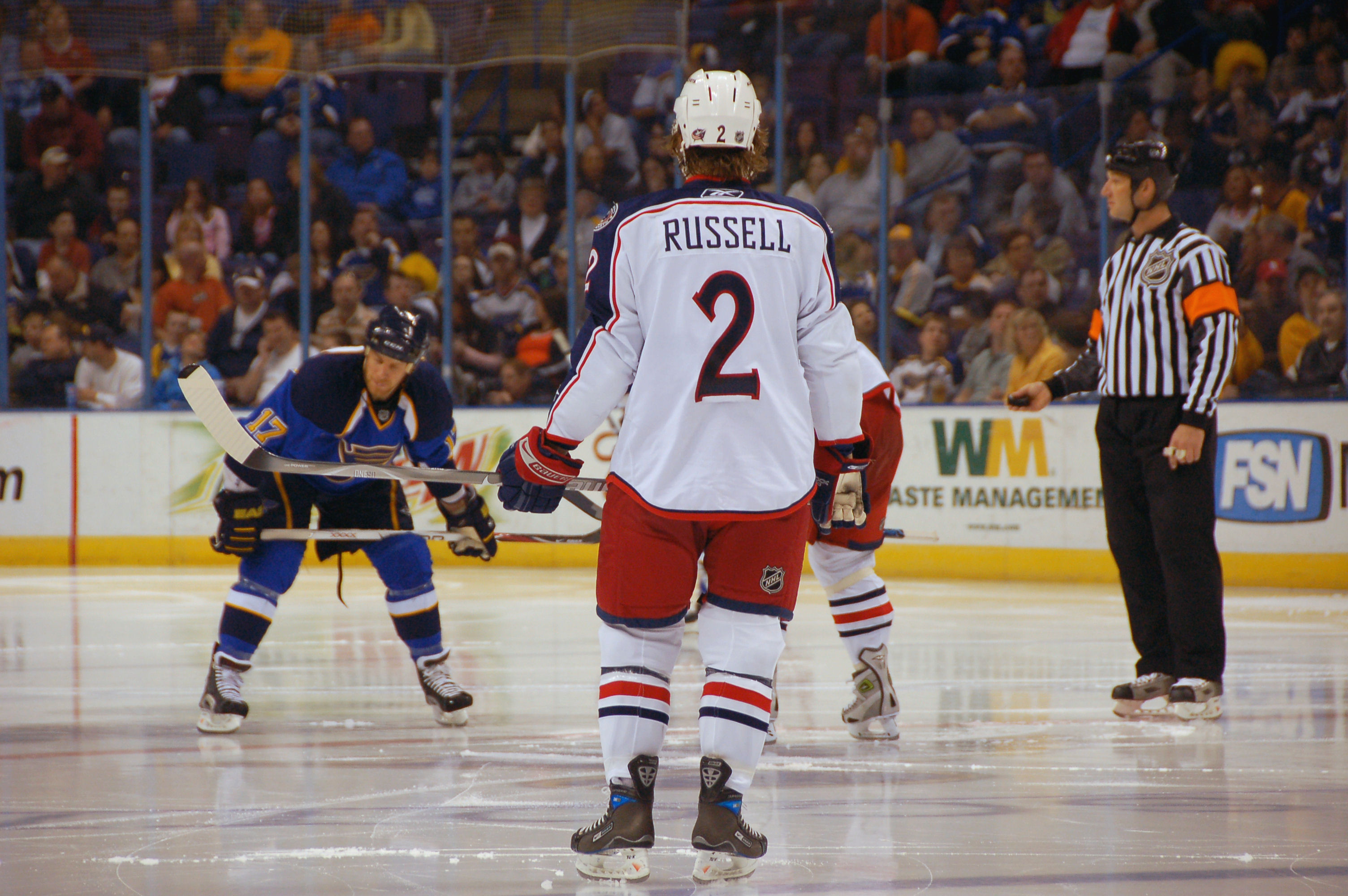
Russell als Spieler der Columbus Blue Jackets (2008)

### International
Vertrat Kanada bei:
| - World U-17 Hockey Challenge 2004 - U20-Junioren-Weltmeisterschaft 2006 - U20-Junioren-Weltmeisterschaft 2007 | - Weltmeisterschaft 2010 - Weltmeisterschaft 2012 |

(Legende zur Spielerstatistik: Sp oder GP = absolvierte Spiele; T oder G = erzielte Tore; V oder A = erzielte Assists; Pkt oder Pts = erzielte Scorerpunkte; SM oder PIM = erhaltene Strafminuten; +/− = Plus/Minus-Bilanz; PP = erzielte Überzahltore; SH = erzielte Unterzahltore; GW = erzielte Siegtore; 1 Play-downs/Relegation; Kursiv: Statistik nicht vollständig)